# Осенское (Лельчицкий район)
Осенское (бел. Асянское) — деревня в Боровском сельсовете Лельчицкого района Гомельской области Белоруссии.
Кругом лес и поля .

## География

### Расположение
В 6 км на юго-запад от Лельчиц, 51 км от железнодорожной станции Мозырь (на линии Калинковичи — Овруч), 183 км от Гомеля.

### Гидрография
Рядом течёт река Уборть (приток реки Припять).

## Транспортная сеть
На автодороге Лельчицы — Глушковичи. Планировка состоит из 2 зигзагообразных улиц, ориентированных одна с юго-запада на северо-восток, вторая — почти широтная, соединённых на западе около автодороги. Застроена преимущественно односторонне деревянными домами усадебного типа.

## История
В 1,5 км на север от деревни, на песчаном пригорке, обнаружено поселение железного века и эпохи Киевской Руси. Согласно письменным источникам деревня известна с XIX века как селение в Лельчицкой волости Мозырского уезда Минской губернии. В 1930 году организован колхоз «КИМ», работала кузница. Во время Великой Отечественной войны в июле 1943 года оккупанты сожгли деревню и убили 25 жителей. На деревенском кладбище похоронены 2 советских солдата и 10 партизан, которые погибли в боях против оккупантов. Согласно переписи 1959 года в составе колхоза имени М. И. Калинина (центр — Марковское).

## Население

### Численность
- 2004 год — 31 хозяйство, 62 жителя.

### Динамика
- 1897 год — 20 дворов, 127 жителей (согласно переписи).
- 1917 год — 189 жителей.
- 1925 год — 39 дворов.
- 1940 год — 42 двора, 136 жителей.
- 1959 год — 169 жителей (согласно переписи).
- 2004 год — 31 хозяйство, 62 жителя.